# Lise Landouzy
Lise Landouzy (Le Cateau-Cambrésis, Nord-Pas de Calais, 1865 - Aix-les-Bains, 1943) fou una cantant d'òpera francesa.
Aconseguí un primer premi de cant al conservatori de Lilla, i després de fer-se aplaudir en diversos concerts, debutà amb molt d'èxit el 1887 en el Teatre de la Moneda de Brusselles. El 1889 cantà en l'Opera Còmica de París, on recollí molts triomfs. Novament tornà a cantar a Brusselles i a París.
Formaven part del seu repertori, entre altres òperes: Lakmé, Mireille, Hänsel i Gretel, i, sobretot, El barber de Sevilla, que fou sempre l'obra en què més se la va aplaudir.